# Karla Henry
Karla Paula Gintery Henri más conocida como Karla Henri (Limay, 23 de mayo de 1984) es una modelo ganadora del certamen Miss Filipinas Tierra 2008 y de Miss Tierra 2008 siendo la primera filipina en ganar Miss Tierra.

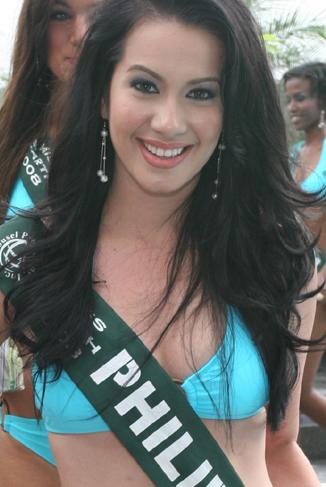
Karla en la presentación en traje de baño

## Biografía
Henry tiene raíces canadienses ya que sus abuelos vivieron en Tsawwassen, ella en ese entonces tenía 14 años de edad. Y visitó en verano en Filipinas y esperó hasta las fiestas navideñas y de fin de año. Después de eso, retornó con su familia a la ciudad de Albay y desde entonces ha permanecido en la ciudad de Cebú en Filipinas.
En 2003 estuvo en la institución de Campo Nacional, y en el 2005 entaría en la Universidad de Cebú.
Karla participó en las olimpiadas de Milo y luego fue Miss Cebú.

## Miss Earth 2008
En el final de la octava versión de Miss Tierra realizado en Clark Expo el 9 de noviembre Karla fue anunciada en el top 16.
Luego de ser llamada en el top 16 también llegó al top 4 y quedó como Miss Tierra 2008.

## Después de Miss Tierra 2008

### Incursión en la TV

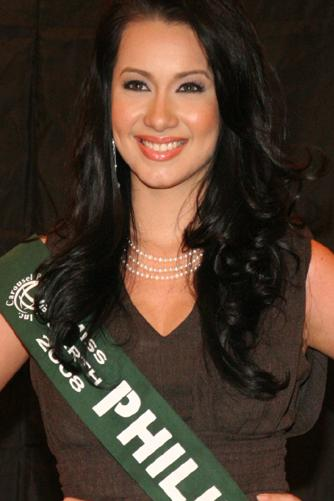
Karla Henry

| Año  | Título             | Rol   | Red     |
| ---- | ------------------ | ----- | ------- |
| 2010 | Ngayong Nandito Ka | TBA   | ABS-CBN |
| 2010 | Showtime           | Judge | ABS-CBN |